# Олесов, Егор Алексеевич
Его́р Алексе́евич Оле́сов (укр. Єгор Олексійович Олесов, род. 28 ноября 1980, Киев, Украинская ССР, СССР) — ведущий украинский кино-продюсер, медиа-менеджер, композитор и сценарист.
Член Европейской киноакадемии, член Украинской киноакадемии, член The Visual Effects Society, член IGDA (International Game Developers Association) и член Украинской телевизионной академии.

## Биография
Родился 28 ноября 1980 года в городе Киеве.
Окончил Киевский национальный университет театра, кино и телевидения имени Ивана Карпенко-Карого, факультет кинематографии и телевидения, а также курс продюсирования в New York Film Academy.
В 2021 году объединился с Павлом Черепиным (продюсер, вице-чемпион мира по ралли и футбольный комментатор) и Натальей Гордиенко (украинская певица и продюсер) и основал United Heroes Group, компанию, сосредоточенную на создании премиального международного аудиовизуального контента (художественные фильмы и сериалы, документальные фильмы, интерактивный контент и шоу).
До 2021 года - сооснователь и CEO анимационной студии Animagrad, сооснователь компаний Postmodern Postproduction, Digital Cinema Ukraine и Kinorob.

## Фильмография
| Название                                          | Год выпуска | Описание к фильму/сериалу/шоу |
| ------------------------------------------------- | ----------- | --- |
| The Daughter (художественный фильм, в разработке) | 2023        | В начале российско-украинской войны почти глухая девочка Ольга приезжает в дом своего отца Романа и его новой семьи в Буче, под Киевом. Но внезапно их дом захватывают российские оккупанты. Они запугивают семью, угрожая смертью и изнасилованием, издеваются над Ольгой и подвергают её отца процедуре "фильтрации". Между Ольгой и её мачехой Мариной возникает конфликт, девочка считает, что именно она виновата в разлуке родителей. Однако родительская любовь Романа сильнее, чем оружие оккупантов. Отец Ольги жертвует собой, чтобы помочь другой семье сбежать. Оказавшись между жизнью и смертью, девушке приходится забыть об обиде и из последних сил спасать семью. |
| Мавка: Лесная песня (Мультфильм)                  | 2023        | Мавка - душа Леса - сталкивается с невозможным выбором между любовью и обязанностью берегини Сердца Леса, когда она влюбляется в человека - талантливого юного музыканта Лукаша. Наша история о волшебной силе любви. Такая любовь, которая позволяет человеческой природе найти магию внутри и раскрывает способности и качества, которые дают человеку возможность выйти за пределы возможного и противостоять злу и человеческим порокам. |
| Голод (документальный фильм)                      | 2022        | Глобальное видение использования продовольствия Россией как оружия во время полномасштабного вторжения в Украину. |
| Cyberwar 2022 (документальный фильм)              | 2022        | История кибер- и информационного сопротивления Украины и её союзников во время войны против Российской Федерации. Личные истории киберактивистов и интервью с экспертами мирового уровня по кибербезопасности, которые подробно объясняют, как выглядит скрытый уровень современной войны. |
| Пульс (фильм)                                     | 2021        | Сюжет фильма основан на реальной истории украинской легкоатлетки, паралимпийской чемпионки 2008 года, пятикратной серебряной и бронзовой призерки летних Паралимпийских игр 2008, 2012 и 2016 годов Оксаны Ботурчук. |
| Звезды по обмену (фильм)                          | 2021        | Спортивные соперники на сцене, звезды шоу-бизнеса Поля Молякова и Фома Михайловский, неожиданно оказываются в телах друг друга. Они пытаются вернуть свою жизнь назад, но для достижения цели каждому нужно решить семейные и романтические проблемы другого. |
| Цена правды (фильм)                               | 2019        | Уэльский журналист сообщает в западных СМИ новость о голоде в Украине в начале 1930-х годов. |
| Полина и тайна киностудии (фильм)                 | 2019        | 11-летняя Полина отправляется в волшебное путешествие, чтобы узнать правду о своем прошлом и своей семье. |
| Захар Беркут (фильм)                              | 2019        | Монгольская империя выросла до самой большой, которую когда-либо знал мир. Теперь её армии взяли в осаду большую часть Восточной Европы. Маленькое село борется за свободу среди прикордонных Карпатских гор. |
| Украденая принцесса (мультфильм)                  | 2018        | История из эпохи благородных рыцарей, прекрасных принцесс и злых волшебников. Руслан, художник, мечтающий стать рыцарем, встречает и влюбляется в красавицу Милу, не подозревая, что она дочь короля. |
| Голодный дух (короткометражный мультфильм)        | 2018        | Главная героиня мультфильма - девушка, которая живёт во времена голода и на собственном опыте переживает все ужасы этого великого преступления против человечества. |
| Сторожевая застава (фильм)                        | 2017        | Украинский приключенческий фэнтезийный фильм, снятый по мотивам одноимённой книги. Современный школьник Витько отправляется на тысячу лет назад. |
| Под электрическими облаками (фильм)               | 2015        | Эпизодический, духовный и экзистенциалистический взгляд на состояние, в котором находится Россия в 2017 году, ровно через сто лет после российской революции под руководством коммунистов. |
| Битва за Севастополь (фильм)                      | 2015        | История Людмилы Павличенко, самой успешной женщины-снайпера в истории. Действия разворачиваются вокруг украинской военной накануне открытия второго фронта. |
| Оборотень в погонах (фильм)                       | 2013        | Капитан Риков разгадывает самые сложные безвыходные дела. Его репутация предшествует ему, его непоколебимая логика, цинизм и опыт способствуют его успеху. Он настолько хорош в своем деле, что некоторые говорят, что он сверхъестественно одарен, ведь успех заставляет его выть на луну. |
| Матч (фильм)                                      | 2012        | Вратарь Николай Раневич и его футбольная команда «Динамо» собираются сыграть против немецких футболистов во время нацистской оккупации Киева в 1942 году. Матч гораздо больше о чести и достоинстве, чем о спорте. |
| Эскимоска (мультсериал)                           | 2012        | Каждый день для Наи и её друзей - это приключение. Каждая история начинается с того, что море выбрасывает на берег предмет, а затем в течение истории Ная и друзья узнают предназначение предмета. |
| Баллада о бомбере (фильм)                         | 2011        | Во время Второй мировой войны советский самолёт терпит крушение на оккупированной нацистами территории. Однако летчик Гривцов и его возлюбленная радистка Катя чудом выживают. Ещё один выживший - штурман Линко, который катапультировался из самолёта. Каждый из них должен найти свой путь и выполнить боевые задачи, вернуться к своим силам и просто остаться в живых. Ситуация усложняется из-за диверсии, которая была совершена перед их взлетом на аэродроме. Честный Гривцов терзает полковника СМЕРШа, защищая своих друзей. Вместо награждения медалью «Звезда» за 100-й полет его объявляют предателем и подвергают расстрелу.                                         |
| Охота на Вервольфа (фильм)                        | 2010        | Вторая Мировая Война, осень 1942 года. Майор Красной Армии Николай Седов возглавляет отряд разведчиков в глубоком тылу врага для сбора разведданных о Вервольфе, новой штаб-квартире Адольфа Гитлера в оккупированной нацистами Украине. |
| Паршивие овцы (телевизионный мини-сериал)         | 2010        | Действия разворачиваются во время Второй мировой войны. Семерым заключенным удается сбежать из колонии и спрятаться в маленькой деревне, забытой Богом и людьми. Вскоре после отдыха их ждет новое испытание - возле деревни появляется немецкая диверсионная группа. И по воле судьбы бывшие «враги» Родины превращаются в её яростных защитников. Война калечит жизни миллионов людей, но иногда именно война заставляет даже самого страшного негодяя в мире вспомнить, что он тоже человек. |

## Гражданская позиция
- В 2018 году поддержал обращение Европейской киноакадемии в защиту заключенного в России украинского режиссера Олега Сенцова.
- В 2019 году вместе с творческой командой фильма Mr. Jones (в украинский прокат фильм вышел под названием Цена правды) перед мировой премьерой устроили флешмоб на красной дорожке 69-го Берлинского кинофестиваля с плакатами «FreeSentsov и Freedom of Speech is not a Crime» в поддержку украинского режиссера Олега Сенцова[4][5].

## Награды и номинации
- Получил Орден «За заслуги» (государственная награда Украины для награждения граждан за выдающиеся заслуги в экономической, научной, социально-культурной, военной, государственной, общественной и других сферах общественной деятельности.
- Лауреат премии «Телетриумф» за проектом «Битва за Севастополь» (реж. Сергей Мокрицкий) в номинации «Лучший телевизионный художественный фильм/мини-сериал» (2015).
- Номинант премии Visual Effects Society за проект «Неразлучные» в номинации «Выдающиеся визуальные эффекты языковой программы» (2014).
- Номинант премии Visual Effects Society за проект «Бомбардировщик» в номинации «Выдающиеся визуальные эффекты в сериале трансляций» (2012).
- Фильм «Пульс» (реж. Сергей Чеботаренко) — лауреат американского кинофестиваля Flathead Lake International Cinemafest (FLIC) в номинациях «Лучший фильм» и «Лучший режиссер» (2021).
- Фильм Mr.Jones, который в украинский прокат вышел под названием «Цена правды» (реж. Агнешка Голланд), вошёл в основную конкурсную программу 69-го Берлинского кинофестиваля (2019)
- Фильм «Cyberwar» является победителем Impact DOCS Awards и финалистом на Боденском международном кинофестивале.
- Также «Cyberwar» был выбран для Dispatches of War и Lift-Off Filmmaker Sessions в рамках Lift-Off Global Network.